# 小泉秀清
小泉 秀清（こいずみ ひできよ）は、戦国時代の武士。

## 概要
小泉氏は京都の西院村に居城（小泉城）を築き流通に携わった一族で、永正元年（1504年）の薬師寺元一の反乱では小泉新次郎が元一方に与している。
秀清は今村慶満や津田経長と並んで細川国慶の内衆の筆頭であり、国慶が京都から丹波国に去った際には慶満とともに留守を務めている。
天文16年（1547年）10月6日に国慶が討ち死にした後は細川氏綱に仕えており、天文18年（1549年） 3月に龍安寺から氏綱への音信があった際には多羅尾綱知や慶満とともにそれを披露している。その後は三好長慶や三好三人衆とともに活動をしているが、これは三好氏の家臣になったのではなくあくまで氏綱の被官として活動していただけに過ぎない。
『言継卿記』天文21年（1552年）11月28日条によると、秀清と郡城の中路修理は城を自ら燃やし霊山城にいた足利義輝へ帰参した。しかし翌22年 （1553年）7月には氏綱・長慶方に再び寝返っている。
また同年には天文22年（1553年）頃に記された連署状では慶満とともに秀清の同族と見られる小泉助兵衛秀次が連署している。
永禄7年（1564年）の「永禄の規約」締結の場（四条にあった慶満の宿所）において、慶満や竹内季治とともに立会人を務めている。
『言継卿記』永禄9年（1566年）7月13日条によると、長慶の死後は松永久秀方についていたために三好三人衆に小泉城を攻められ近江国大津へと落ち延びている。
『言継卿記』永禄11年（1568年）9月24日条によると、足利義昭を奉じて近江国大津まで進軍してきたことに対して、「西院小泉島介」が南方（大和国にいた三好三人衆）の下に向かったという。島介は秀清本人あるいはその後継者と考えられる。